# Angier, North Carolina
Angier, North Carolina (енгл. Angier) град је у америчкој савезној држави Северна Каролина.

## Демографија
По попису из 2010. године број становника је 4.350, што је 931 (27,2%) становника више него 2000. године.
| Група             | 2000.         | 2010.         |
| Белци             | 2.136 (62,5%) | 2.436 (56,0%) |
| Афроамериканци    | 799 (23,4%)   | 945 (21,7%)   |
| Азијати           | 32 (0,9%)     | 24 (0,6%)     |
| Хиспаноамериканци | 416 (12,2%)   | 885 (20,3%)   |
| Укупно            | 3.419         | 4.350         |